# Championnats d'Afrique de tir à l'arc 2003
Navigation
Édition précédente Édition suivante
Les championnats d'Afrique de tir à l'arc 2003 sont la 8e édition des championnats d'Afrique de tir à l'arc. Cette compétition sportive de tir à l'arc se déroule du 29 au 30 novembre 2003 au Splash Shooting Ground de Nairobi, au Kenya,.
La compétition, qualificative pour les Jeux olympiques d'été de 2004 à Athènes pour les 6 médaillés, rassemble une trentaine d'archers provenant de huit pays (Égypte, Maurice, Burkina Faso, Ouganda, Afrique du Sud, République centrafricaine, Côte d'Ivoire et Kenya).

## Médaillés
| Épreuves                    | Or                  | Argent           | Bronze                |
| --------------------------- | ------------------- | ---------------- | --------------------- |
| Classique individuel hommes | Maged Mohy (EGY)    | Essam Said (EGY) | Yehya Bundhun (MRI)   |
| Classique individuel femmes | Kirsten Lewis (RSA) | Mey Hesham (EGY) | Lamia Bahnasawy (EGY) |